# Emmanuel Macron
Emmanuel Jean-Michel Frédéric Macron (francosko: [emanɥɛl makʁɔ̃]), francoski politik, * 21. december 1977, Amiens, Francija. 
Rojen je bil v Amiensu, filozofijo je študiral na Univerzi Paris Nanterre, kasneje pa končal magisterij iz javnih zadev na Sciences Po in leta 2004 diplomiral na École nationale d'administration. Macron je delal kot višji javni uslužbenec na Generalnem inšpektoratu za finance in kasneje postal investicijski bankir pri Rothschild & Co. 
Macrona je takratni predsednik François Hollande kmalu po izvolitvi maja 2012 imenoval za namestnika generalnega sekretarja, s čimer je Macron postal eden izmed višjih Hollandovih svetovalcev. Avgusta 2014 ga je premier Manuel Valls imenoval za ministra za gospodarstvo, industrijo in digitalne zadeve v francoski vladi. V tej vlogi se je Macron zavzemal za številne poslovno prijazne reforme. Avgusta 2016 je odstopil z mesta ministra in začel kampanjo za francoske predsedniške volitve leta 2017. Čeprav je bil Macron med letoma 2006 in 2009 član Socialistične stranke, je na volitvah kandidiral pod stranko En Marche!, sredinskega in proevropskega političnega gibanja, ki ga je ustanovil aprila 2016.
Deloma zahvaljujoč aferi Fillon je Macron v prvem krogu prejel največ glasov in bil 7. maja 2017 v drugem krogu s 66,1 % glasov izvoljen za predsednika Francije in premagal Marine Le Pen. Macron je pri 39 letih postal najmlajši predsednik v zgodovini Francije. Na francoskih parlamentarnih volitvah junija 2017 si je Macronova stranka, ki se je preimenovala v La République En Marche (LREM), zagotovila večino v državnem zboru. Édouarda Philippea je imenoval za predsednika vlade do njegovega odstopa leta 2020, ko je na to mesto imenoval Jeana Castexa. Macron je bil na predsedniških volitvah leta 2022 izvoljen za drugi mandat in znova premagal Marine Le Pen, s čimer je postal prvi francoski predsedniški kandidat, ki je ponovno zmagal po letu 2002. Po uradni dolžnosti je tudi soprinc Andore.
Med svojim predsedovanjem je Macron nadziral več reform delovne zakonodaje, obdavčitve in pokojnin ter si prizadeval za prehod na obnovljive vire energije. Nasprotovanje njegovim domačim reformam, zlasti predlaganemu davku na gorivo, je doseglo vrhunec v protestih rumenih jopičev leta 2018 in drugih protestih. Od leta 2020 je vodil stalni odziv Francije na pandemijo COVID-19 in uvedbo cepljenja. V zunanji politiki je pozival k reformam Evropske unije ter podpisal dvostranske pogodbe z Italijo in Nemčijo. Macron je med trgovinsko vojno med Kitajsko in ZDA sklenil trgovinske in poslovne sporazume s Kitajsko v vrednosti 45 milijard dolarjev ter nadzoroval spor z Avstralijo in Združenimi državami glede varnostnega pakta AUKUS. Nadaljeval je z operacijo Chammal za podporo iraški vojski proti ISIS in se pridružil mednarodnemu odzivu na rusko invazijo na Ukrajino leta 2022.

## Mladost
Macron se je rodil 21. decembra 1977 v Amiensu. Je sin Françoise Macron (rojene Noguès), zdravnice, in Jean-Michela Macrona, profesorja nevrologije na Univerzi v Pikardiji. Par se je ločil leta 2010. Ima brata in sestro, Laurenta, rojenega leta 1979, in Estelle, rojeno leta 1982. Prvi otrok Françoise in Jean-Michela je bil mrtvorojen.
Korenine družine Macron segajo v vas Authie v Pikardiji. Eden od njegovih pradedkov po očetovi strani, George William Robertson, je bil Anglež in se je rodil v Bristolu v Združenem kraljestvu. Njegovi stari starši po materini strani, Jean in Germaine Noguès (rojena Arribet), sta iz pirenejskega mesta Bagneres-de-Bigorre v Gaskonji. Svojo babico Germaine, ki jo je imenoval "Manette", je pogosto obiskoval. Macron svoje uživanje v branju in politično nagnjenost k levici povezuje ravno z babico Germaine, ki je po skromni vzgoji očeta upravitelja postaje in matere gospodinje postala učiteljica, nato ravnateljica in umrla leta 2013.
Čeprav je bil vzgojen v nereligiozni družini, je bil Emmanuel Macron pri 12 letih na lastno željo krščen v katoličana; danes je agnostik.

## Študij
Macron se je izobraževal predvsem na jezuitskem inštitutu Lycée la Providence v Amiensu, nato so ga starši poslali, da konča zadnji letnik šole na elitnem Lycée Henri-IV v Parizu, kjer je končal srednješolski kurikulum in dodiplomski program z "Bac". S, Omeni tri bien". Hkrati je bil nominiran za "Concours général" (najbolj selektivno državno srednješolsko tekmovanje) iz francoske književnosti in prejel diplomo za študij klavirja na Konservatoriju v Amiensu. Njegova starša sta ga poslali v Pariz, saj sta bila zaskrbljena zaradi Emmanuelove zveze z Brigitte Auzière, poročeno učiteljico s tremi otroki pri Jesuits de la Providence, ki je kasneje postala njegova žena.
V Parizu se Macronu dvakrat ni uspelo vpisati v École normale supérieure. Namesto tega je študiral filozofijo na Univerzi Paris-Ouest Nanterre La Défense, kjer je pridobil diplomo DEA (magisterska stopnja, z disertacijo o Machiavelliju in Heglu). Okoli leta 1999 je Macron delal kot uredniški pomočnik Paula Ricoeurja, francoskega protestantskega filozofa, ki je takrat pisal svoje zadnje večje delo La Mémoire, l'Histoire, l'Oubli. Macron je delal predvsem na zapiskih in bibliografiji. Macron je postal član uredniškega odbora literarne revije Esprit.
Emmanuel Macron ni opravljal državne službe, saj je opravljal podiplomski študij. Rojen decembra 1977 je spadal v zadnje leto, ko je bila služba obvezna.
Macron je magistriraj iz javnih zadev na Sciences Po, smer "Public Guidance and Economy", nato pa se je izučil za kariero višjega uradnika na selektivni École nationale d'administration (ENA). Usposabljal se je na veleposlaništvu v Nigeriji in na uradu v Oise.

## Politično delovanje
Macron je od leta 2004 delal v državni upravi in bil do leta 2009 član socialistične stranke. Leta 2008 je začel delati v banki Rothschild&Cia, ki se ukvarja z investicijskim bančništvom in upravljanjem premoženja. Kot bankir je pomagal skleniti posel med Nestle in Pfizer kar mu je prineslo milijone.
Macronova politična pot se je začela leta 2012, ko je postal namestnik generalnega sekretarja v kabinetu predsednika Françoisa Hollanda.  Leta 2014 ga je premier Manuel Valls imenoval za ministra za gospodarstvo, industrijo in digitalne zadeve v socialistični vladi. Kot minister je Macron promoviral liberalne gospodarske reforme, ki so bile usmerjene v povečanje konkurenčnosti in privabljanje tujih naložb. Njegov ključni dosežek je bil tako imenovani "Macronov zakon", sprejet leta 2015, ki je vključeval deregulacijo določenih sektorjev, podaljšanje obratovalnega časa trgovin in večjo fleksibilnost pri zaposlovanju.
Macronova gospodarska politika je bila pogosto v nasprotju s tradicionalnimi socialističnimi načeli, kar je povzročilo napetosti v vladi. Leta 2016 je odstopil s položaja ministra in ustanovil lastno politično gibanje "En Marche!" (Naprej!), ki se je predstavljalo kot sredinska, progresivna in proevropska platforma. Kljub pomanjkanju tradicionalne strankarske podpore je Macron napovedal kandidaturo za predsednika Francije in kmalu postal eden od glavnih kandidatov leta 2017.

## Predsednik Francije

### Prvi mandat (2017-2022)
Macron je aprila leta 2017 kandidiral za predsednika Francije. Med volilno kampanjo je v ospredje postavil združevanje javnega in zasebnega pokojninskega sistema in združitev sistemov nadomestil za brezposelne. Zavzemal se je za ohranitev proračunskega primanjkljaja pod tremi odstotki BDP-ja in znižanje brezposelnosti na sedem odstotkov do konca mandata. Podpiral je idejo Evropske unije in obstanek Francije v njej. V prvem krogu je osvojil več kot 24% (zmaga v prvem krogu) in se uvrstil v drugi krog proti Marine Le Pen. Pri 39 letih je postal najmlajši predsednik v francoski zgodovini in najmlajši vodja francoske države po Napoleonu. Je tudi prvi predsednik Francije, rojen po ustanovitvi Pete republike leta 1958.
Macron je uradno postal predsednik 14. maja. Patricka Strzodo je imenoval za svojega vodjo kabineta, Ismaela Emeliena pa za posebnega svetovalca za strategijo, komunikacijo in govore. 15. maja je za predsednika vlade imenoval Édouarda Philippea iz stranke republikancev. Istega dne je opravil svoj prvi uradni tuji obisk, kjer se je v Berlinu srečal z nemško kanclerko Angelo Merkel. Voditelja sta poudarila pomen odnosov med Francijo in Nemčijo za Evropsko unijo. Strinjala sta se, da bosta pripravila "skupni načrt" za Evropo, pri čemer sta vztrajala, da nihče ne nasprotuje spremembam pogodb Evropske unije.
Na zakonodajnih volitvah leta 2017 so si Macronova stranka La République en marche in njeni zavezniki iz Demokratičnega gibanja zagotovili udobno večino in osvojili 350 sedežev od 577. Potem ko so republikanci izpadli kot zmagovalci senatnih volitev, je vladni predstavnik Christophe Castaner izjavil, da so bile volitve "neuspeh" za njegovo stranko.

#### Domača politika
Macron je izvajal obsežne gospodarske reforme, med drugim je leta 2017 sprejel zakon o reformi trga dela, ki je olajšal odpuščanje in zaposlovanje delavcev ter omejil moč sindikatov pri kolektivnih pogajanjih. Prav tako je zmanjšal davke na premoženje in uvedel davčne olajšave za podjetja, s čimer je želel spodbuditi gospodarsko rast. Vendar so ti ukrepi naleteli na odpor sindikatov in levega političnega spektra, ki so Macrona označili za predsednika elit.
Leta 2018 je v Franciji izbruhnila t. i. gibanje rumenih jopičev (gilets jaunes), ki se je sprva začelo kot protest proti povišanju davkov na gorivo, nato pa je preraslo v širše izražanje nezadovoljstva s socialno neenakostjo in Macronovim vodenjem države. Protesti so trajali več mesecev in so pogosto prerasli v nasilne izgrede. Macron se je na proteste odzval s paketom socialnih ukrepov, vključno z dvigom minimalne plače in davčnimi olajšavami za delavce, vendar se njegova podpora v javnosti zaradi dogajanja močno zmanjšala.
Proti koncu svojega mandata se je Macron soočil z novo serijo socialnih nemirov, povezanih z reformo pokojninskega sistema, ki je vključevala dvig upokojitvene starosti. Reforma je naletela na močan odpor sindikatov in javnosti, vendar jo je vlada kljub temu skušala uveljaviti.
Na področju okoljske politike je Macron sprva zavzemal močno proekološko stališče, kar se je odražalo v podpori pariškemu podnebnemu sporazumu in zavzemanju za prehod na čistejše vire energije. Več tovrstnih ukrepov je moral kasneje omiliti zaradi socialnih protestov, saj so višji okoljski davki prizadeli predvsem nižje in srednje sloje prebivalstva. Kljub temu je Francija v času njegovega mandata napovedala postopno opuščanje premoga in večje vlaganje v obnovljive vire energije.
3. julija 2020 je Macron za predsednika francoske vlade imenoval desnosredinskega Jeana Castexa. Castex je bil opisan kot socialni konservativec in je bil član republikancev. Imenovanje je bilo označeno kot "podvojitev smeri, ki je v gospodarskem smislu splošno obravnavana kot desnosredinska".

#### Zunanje zadeve
Na mednarodnem prizorišču si je Macron prizadeval za tesnejšo evropsko integracijo. Z nemško kanclerko Angelo Merkel je sodeloval pri pobudah za reformo evroobmočja ter okrepitvi obrambnega in varnostnega sodelovanja v EU. Po izstopu Združenega kraljestva iz EU je zagovarjal strogo pogajalsko stališče. Macron se je prav tako zavzel za večjo evropsko strateško avtonomijo, zlasti na področju obrambe, pri čemer je promoviral zamisel o oblikovanju evropske vojske.

### Drugi mandat (2022- )
Na volitvah leta 2022 je v drugem krogu Macron znova premagal Marine Le Pen. Je prvi predsednik po Jacquesu Chiracu, ki je dobil tudi drugi mandat. Volitve so potekale v času, ko je Francija predsedovala Svetu Evropske unije.
Marca 2023 je Macronova vlada sprejela zakon o dvigu upokojitvene starosti z 62 na 64 let, pri čemer je delno zaobšla parlament, tako da se je ponovno zatekla k členu 49.3. Protesti po vsej državi, ki so se začeli, ko je bil predlog zakona predstavljen januarja, so se okrepili, potem ko je bila reforma sprejeta brez slovesnega glasovanja.

#### Zunanje zadeve
Med skupnim obiskom s predsednico Evropske komisije Ursulo von der Leyen na Kitajskem, ki je vključeval uradno srečanje s Ši Džinpingom, je Macron pozval Evropo, naj zmanjša svojo odvisnost od Združenih držav Amerike in ostane nevtralna ter se izogne morebitnemu spopadu med ZDA in Kitajsko glede Tajvana. Macron je po tridnevnem državniškem obisku na Kitajskem poudaril svojo teorijo strateške avtonomije in namigoval, da bi Evropa lahko postala "tretja velesila". Trdil je, da bi se morala Evropa osredotočiti na krepitev lastne obrambne industrije in dodatno zmanjšati svojo odvisnost od ameriškega dolarja (USD). 7. junija 2023 je poročilo vseevropskega možganskega trusta European Council on Foreign Relations (ECFR) pokazalo, da se večina Evropejcev strinja z Macronovimi pogledi na Kitajsko in ZDA.
Macron je večkrat izrekel podporo Ukrajini v vojni z Rusijo.

## Zasebno
Macron je poročen z Brigitte Trogneux, ki je bila njegova učiteljica na srednji šoli La Providence v Amiensu. Je skoraj 25 let starejša od njega. Spoznala sta se med gledališko delavnico, ki jo je vodila, ko je bil on 15-letni učenec, ona pa 39-letna učiteljica. Emanuellovi starši so zvezi nasprotovali in svojega sina v zadnji letnik srednje šole celo poslali v Pariz, a se je njuna zveza ohranila. Brigitte ima tri otroke iz prejšnejga zakona, Macron jih nima.

## Galerija
- Macron s predsednikom Rusije Vladimirjem Putinom.
- Macron s predsednikom Japonske Šinzom Abejem.
- Macron s predsednikom ZDA Donaldom Trumpom.
- Macron z ministrskim predsednikom Italije Mariom Draghijem in s predsednikom Italije Sergiom Mattarello.
- Macron s kanclerko Nemčije Angelo Merkel.
- Macron s predsednikom ZDA Joejem Bidnom.